# Oshikango (Wahlkreis)
Der Wahlkreis Oshikango ist ein Wahlkreis in der Region Ohangwena im zentralen Norden Namibias. Kreisverwaltungssitz ist Oshikango. Im Wahlkreis leben (Stand 2023) 30.500 Menschen auf einer Fläche von 224 Quadratkilometern.

## Wahlen
| Wahl | Name                | Partei | Stimmenanteil |
| ---- | ------------------- | ------ | ------------- |
| 1992 |                     |        |               |
| 1998 | M. Hishikushitja    | SWAPO  | o. W. 1       |
| 2004 | Hiyavela Nambinga   | SWAPO  | 99,1 %        |
| 2010 | Fillipus Namundjebo | SWAPO  | 87,2 %        |
| 2015 | Fillipus Namundjebo | SWAPO  | 90,6 %        |
| 2020 | Ester Nghidimbwa    | SWAPO  | 79,6 %        |